# Swizz Beatz

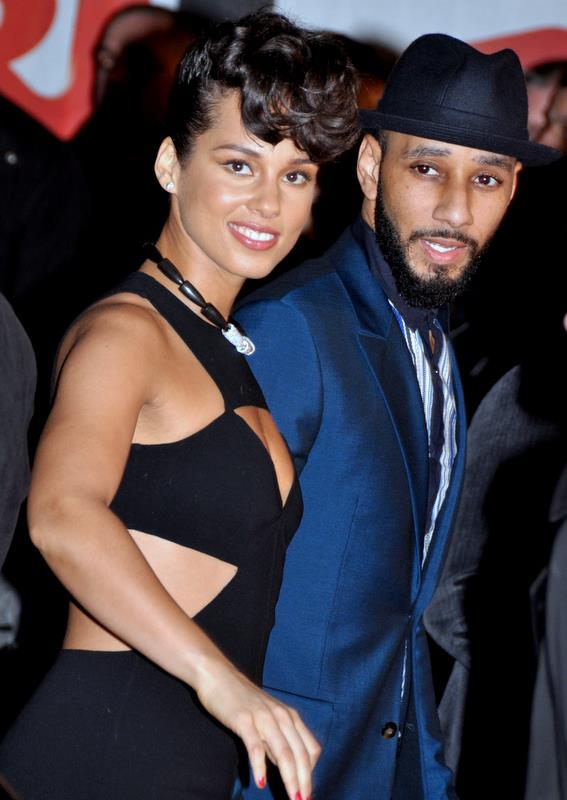
Swizz Beatz och hustrun Alicia Keys vid NRJ Music Awards i Cannes, 2013.

Kasseem Dean, mer känd under sitt artistnamnet Swizz Beatz, född 13 september 1978 i Bronx, New York, är en amerikansk musikproducent, DJ, rappare och målare. Som 17-åring fick han uppmärksamhet i hiphop-världen genom sin vänskap med rapparen DMX. Grady Spivey och rapparen Cassidy hjälpte till att lansera hans skivbolag Full Surface Records. Han är gift med R&B-stjärnan Alicia Keys och har två söner tillsammans med henne, samt tre andra barn från tidigare förhållanden.

## Diskografi
Studioalbum
- One Man Band Man (2007)
- Poison (2018)

Samlingsalbum
- Swizz Beatz Presents G.H.E.T.T.O. Stories (2002)